# Alexander Romanov (hockey sobre hielo)
Alexander Romanov (Moscú, Rusia, 6 de enero de 2000) es un jugador profesional ruso de hockey sobre hielo que se desempeña en la posición de defensor izquierdo en New York Islanders, equipo de la National Hockey League (NHL).

## Carrera
Fue seleccionado en la segunda ronda en la NHL Entry Draft de 2018. En 2020 hizo su debut profesional con el equipo Montreal Canadiens, en el cual jugó dos temporadas (2020-2022), después pasó a New York Islanders, donde lleva jugando dos temporadas.